# Chichawatni
Chichawatni (en ourdou : چِيچہ وطنى) est une ville pakistanaise, située dans le district de Sahiwal, dans le centre de la province du Pendjab.
Elle est située à seulement 45 kilomètres de la capitale du district, Sahiwal. La ville se situe sur le tracé de la Grand Trunk Road, qui relie Lahore et l'Inde dans l'est, à Peshawar à l'ouest.
La population de la ville a été multipliée par près de trois entre 1972 et 2017, passant de 13 093 habitants à 34 064. Entre 1998 et 2017, la croissance annuelle moyenne s'affiche à 1,4 %, bien inférieure à la moyenne nationale de 2,4 %. En 2023, la population de la ville monte à 112 191 habitants.
Près de 93 % des habitants parlent le pendjabi, tandis qu'environ 6 % des habitants ont l'ourdou pour langue maternelle.
Essentiellement musulmane, la ville inclut une petite minorité chrétienne, comptant presque 3 000 fidèles, plus de 2 % des habitants de la ville.
Le taux d'alphabétisation de la ville s'élève à 85 % en 2023 (contre une moyenne nationale de 61 %), dont 87 % pour les hommes et 82 % pour les femmes.
|            | 1972 (rec.) | 1981 (rec.) | 1998 (rec.) | 2017 (rec.) | 2023 (rec.) |
| ---------- | ----------- | ----------- | ----------- | ----------- | ----------- |
| Population | 34 064      | 50 241      | 72 721      | 95 341      | 112 191     |